# Piccolo Corvo
Piccolo Corvo (Little Crow in inglese; Thaóyate Dúta in lingua dakota) (Kaposia, 1810 – 3 luglio 1863) è stato un politico nativo americano della tribù dei dakota santee (sioux orientali).
Capo dell'importante sottogruppo dei Mdewakanton, nel 1851 ebbe un importante ruolo nella negoziazione di alcuni trattati tra la tribù e il governo degli Stati Uniti per ottenere denaro, beni e alcuni diritti in cambio della cessione ai coloni bianchi di loro territori nel Minnesota. In seguito al mancato rispetto dei trattati da parte dei bianchi, guidò la sua tribù in battaglia contro l'esercito degli Stati Uniti durante il conflitto noto appunto come Guerra di Piccolo Corvo (1862). Il suo nome significava in realtà Il suo popolo rosso, ma egli fu conosciuto dai bianchi come Piccolo Corvo, a seguito di un'errata traduzione del nome del padre, Čhetáŋ Wakhúwa Máni, ossia Falco che caccia camminando.

## Biografia

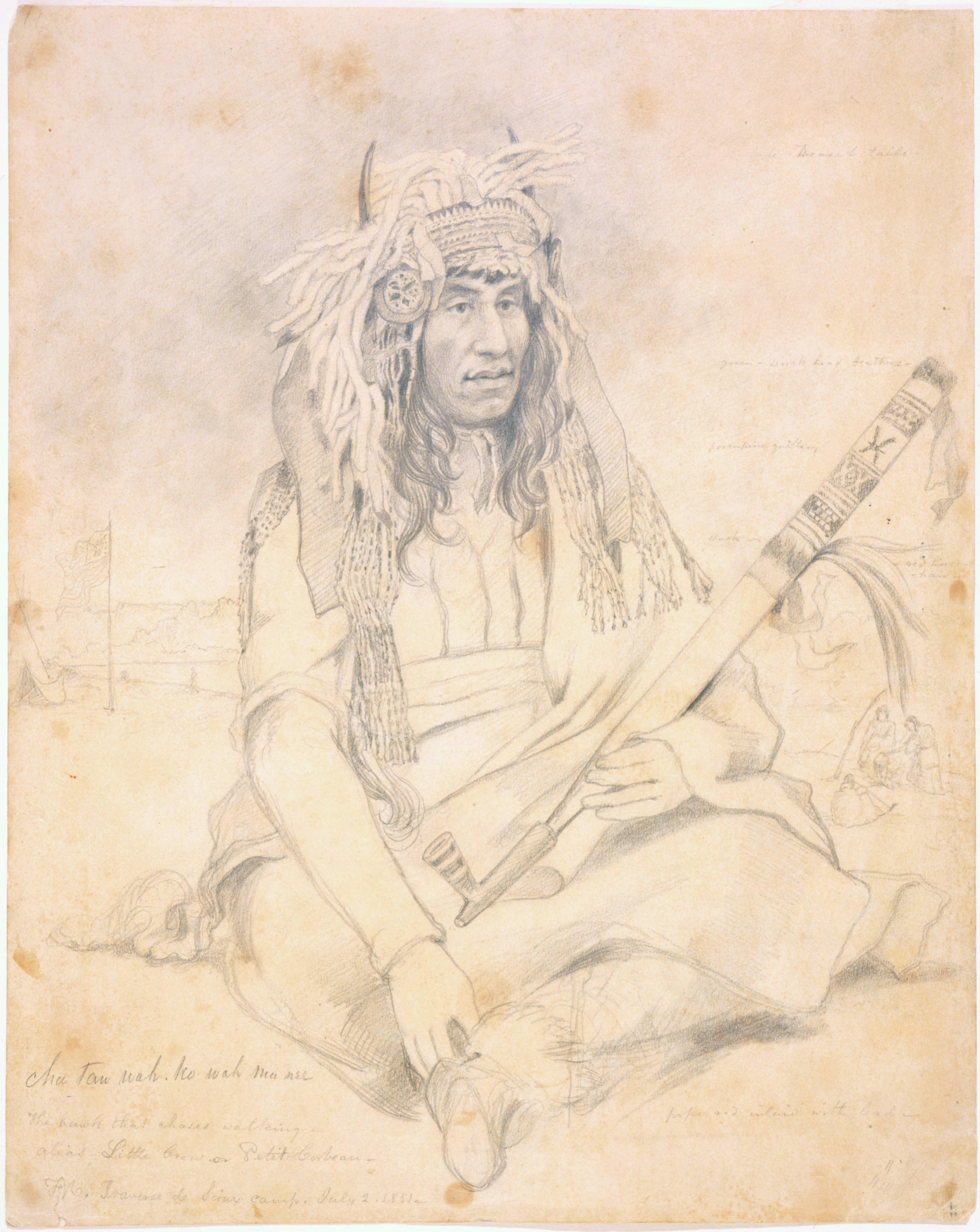
Piccolo Corvo nel 1851

Piccolo Corvo nacque nel 1818 nell'accampamento Dakota di Kaposia, vicino all'odierna città di Saint Paul. Suo padre, già capo tribù, morì nel 1846 sparandosi accidentalmente un colpo di arma da fuoco. La leadership della tribù venne contesa tra Piccolo Corvo e suo fratello in uno scontro a fuoco, che vide Piccolo Corvo subire una profonda ferita al polso. Comunque, nel 1849 Piccolo Corvo fu in grado di prendere il comando dei Dakota.
Nel 1851, gli Stati Uniti firmarono con i Dakota i trattati di Traverse des Sioux e Mendota. Il secondo di questi trattati, che prevedeva lo spostamento degli insediamenti dei nativi lungo il corso del fiume Minnesota, fu firmato da Piccolo Corvo in persona. Gli Stati Uniti cancellarono poi l'articolo 3 del trattato, obbligando i Dakota a una nuova trattativa: il risultato finale fu che gli indiani poterono accamparsi solo su una sponda del fiume.
Piccolo Corvò mostrò una certa apertura verso i costumi dei bianchi: fece visita al Presidente James Buchanan a Washington, D.C., indossava giacca e pantaloni, si legò alla Chiesa Episcopale e si dedicò alla coltivazione (pratica in precedenza mai utilizzata dai Dakota per il loro sostentamento). Tuttavia, dal 1862, la comunità indiana era in subbuglio per il mancato invio alla tribù da parte degli statunitensi dei beni previsti dai trattati. La concomitante mancanza di cibo rese impossibile per Piccolo Corvo mantenere la calma fra la sua gente.

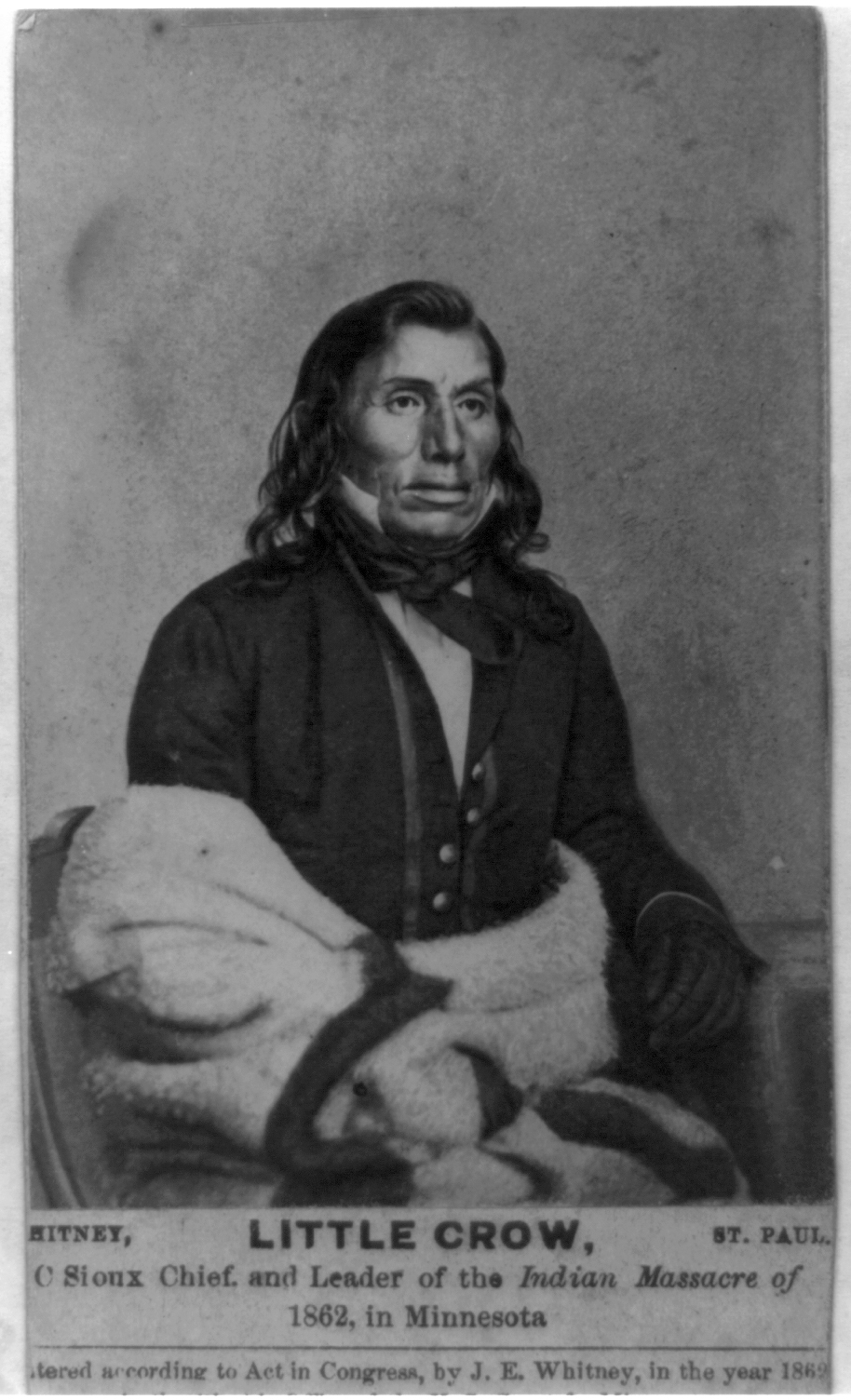
Piccolo Corvo nel 1862 circa

Il 4 agosto 1862, circa 500 uomini dakota assaltarono il magazzino di una vicina stazione di commercio. Thomas J. Galbraith, a capo della stazione, ordinò alla guarnigione locale di non sparare e chiese un incontro con il capo tribù. Alla conferenza, Piccolo Corvo fece notare che gli Stati Uniti non avevano mandato loro il denaro promesso, senza il quale gli era impossibile acquistare del cibo. Il rappresentante dei commercianti, Andrew Myrick, replicò che "Se sono affamati possono mangiare l'erba o il loro stesso sterco." Il 17 agosto 1862 ci fu l'episodio che fece precipitare la già tesa situazione: un gruppo di giovani Dakota uccise cinque coloni e ne mutilò i corpi.
La fame e l'odio verso i bianchi portarono così allo scoppio della guerra. Piccolo Corvo accettò di capitanare i suoi uomini in battaglia, benché sapesse che i Dakota erano meno numerosi e peggio armati del nemico. Inizialmente i Dakota vinsero diverse battaglie contro le truppe statunitensi e massacrarono i civili bianchi che incrociavano sulla loro strada. Little Crow subì però una sonora sconfitta nella Battaglia di Wood Lake il 23 settembre 1862, e fu costretto a fuggire in Canada.
Avendo compreso che la perdita delle proprie terre costringeva da quel momento in poi i Dakota a un'esistenza fatta di continui spostamenti, Piccolo Corvo tornò in Minnesota per rubare dei cavalli. Il 3 luglio 1863, mentre raccoglieva dei frutti insieme al figlio Wowinapa, venne scovato dal colono Nathan Lamson, anche lui in compagnia del figlio. I quattro ingaggiarono un breve scontro a fuoco in cui Piccolo Corvo rimase ucciso, mentre Wowinapa riuscì a fuggire. Nathan Lamson, oltre alla ricompensa standard per lo scalpo di un Dakota, ottenne altri 500 dollari quando si scoprì che l'indiano ucciso era il capo tribù Piccolo Corvo.
Il cadavere venne trasportato ad Hutchinson dove ne venne fatto scempio da parte dei cittadini. Nel 1971, i pochi resti di Piccolo Corvo vennero consegnati al nipote Jesse Wakeman (figlio di Wowinapa), il quale ha dato loro una finale sepoltura presso il First Presbyterian cemetery di Flandreau, Dakota del Sud.

## Monumenti
Nel 1937, la città di Hutchinson inaugurò una grande statua bronzea raffigurante Piccolo Corvo. Nel 1982 Les Kouba, che aveva forgiato la prima statua, né creò una nuova: la prima delle due statue si trova oggi nella sede della società storica della contea di McLeod
Una maschera commemorativa di Piccolo Corvo si trova vicino alle cascate di Minnehaha a Minneapolis